# Beauvois-en-Cambresis Communal Cemetery
Beauvois-en-Cambresis Communal Cemetery is een Britse militaire begraafplaats gelegen in de Franse plaats Beauvois-en-Cambrésis (Noorderdepartement). De begraafplaats wordt onderhouden door de Commonwealth War Graves Commission.
De begraafplaats telt 6 geïdentificeerde Gemenebest graven uit de Eerste Wereldoorlog.